# Miklós Bercsényi
Le comte Miklós Bercsényi (Székesi gróf Bercsényi Miklós en hongrois) (1665–1725) est un militaire hongrois, major général kuruc durant la guerre d'indépendance (1703–1711) du prince François II Rákóczi.

## Biographie
Il est le fils du général comte Miklós Bercsényi (1633–1689) et de la comtesse Maria Elisabeth Katharina von Rechberg-Rothenlöwen (en) (+1684). Il fait son collège chez les Jésuites, étudie la philosophie à l'université de Nagyszombat, en actuelle Slovaquie, et termine sa formation à la cour du prince et palatin Paul Ier Esterházy. 
Après la libération de Vienne, il sert dans l'armée impériale et participe aux guerres contre les Turcs. Capitaine de Vágsellye en 1685, il se distingue au siège de Buda, est nommé capitaine en chef de Szeged et est promu au grade de colonel.
Son père et lui reçoivent tous deux le titre de comte le 14 septembre 1687 de Léopold Ier, roi de Hongrie et empereur du Saint-Empire.
Miklós Bercsényi est főispán de Ung en 1691, conseiller du roi et vice-général (vicegenerális) de province. Bercsényi est commissaire militaire en chef (hadikommissariatus főkapitánya) de Haute-Hongrie entre 1696 et 1698.
Les années 1690 marquent un tournant. La noblesse s'oppose de plus en plus à la politique absolutiste et répressive de l'empereur Léopold.
Lié d'amitié avec François II Rákóczi depuis 1696, ils complotent dès 1698 pour renverser le pouvoir des Habsbourg et recherchent l'appui de la cour royale française de Louis XIV et de celle de Charles XII de Suède. À la suite de la découverte de la noble conspiration, Rákóczi est incarcéré en mai 1701 et Bercsényi se réfugie en Pologne où il organise le futur soulèvement. Peu de temps après, Rákóczi s’évade, se réfugie en Pologne puis prend la tête de l'insurrection hongroise en 1703. D'opinions politiques et militaires divergentes, Bercsényi n'en demeure pas moins le plus fidèle conseiller du prince. Habile diplomate, il conduit plusieurs délégation de paix Kuruc de 1704 à 1710. Il émigre en Pologne le 21 novembre 1710. Il se rend dans l'empire Ottoman en 1716, combat à Orsova, rejoint les émigrants à Tekirdağ où il meurt en 1725.
Il épousa Krisztina Drughet de Homonna (1655-1691), fille de György (1633-1661), gouverneur de haute-Hongrie et de la comtesse Máría Esterházy (1638-1684), dont Ladislas Ignace de Bercheny (1689–1778), maréchal de France.

## Sources
- Thaly Kálmán : A Bercsényi család ("La famille Bercsényi") I-III, Budapest, 1881-92
- Heckenast Gusztáv : A Rákóczi-szabadságharc ("La Guerre d'indépendance de Rákóczi") , Budapest, 1953
- Bercsényi Miklós levelei Rákóczi fejedelemhez (Correspondance et notes), Kiadta Thaly Kálmán, I-IV., Budapest, 1875-79